# Sport aux Pays-Bas
Le sport occupe une place particulière aux Pays-Bas, car malgré sa petite superficie et sa population, les Pays-Bas sont un pays très sportif.
Les disciplines les plus pratiquées sont le cyclisme sur piste, le cyclisme sur route, la natation, le patinage de vitesse, l'escrime, le hockey sur gazon, le water-polo, le plongeon, la boxe, le taekwondo, le badminton, le baseball, le judo, le football en salle et le sport le plus populaire est le football.

## Athlétisme

Nombres de médailles récoltées par les Pays-Bas aux Jeux Olympiques d'été de 1900 à 2012.

Nombres de médailles récoltées par les Pays-Bas aux Jeux Olympiques d'hiver de 1928 à 2014.

## Baseball
Les Pays-Bas sont la nation de référence dans le baseball européen. Cela est dû à la popularité de ce sport dans les Antilles néerlandaises. L'équipe nationale compte vingt titres continentaux, soit la sélection la plus titrée du continent.
Au rang international, l'équipe réalisa un exploit en 2011, la sélection néerlandaise réussit à battre la prestigieuse équipe de Cuba, 2-1 lors de la Coupe du monde devant 4500 supporters, devenant ainsi la deuxième nation européenne à remporter ce titre.
En ce qui concerne la toute jeune équipe féminine, puisqu'elle fut fondée en août 2010, elle ne participa qu'à la Coupe du monde 2010, où elle joua son premier match officiel face au Venezuela.
Au niveau des clubs aussi, les Néerlandais dominent l'Europe aussi bien dans le passé avec le Haarlem Nicols, l'ADO et le Honkbalclub Allen Weerbaar, qu'aujourd'hui avec le Vaessen Pioniers, le Kinheim ou encore le Neptunus qui est le club phare en Europe à l'heure actuelle.

## Cyclisme
Bien que le football soit le sport le plus populaire du pays, le cyclisme est l'activité sportive la plus pratiquée aux Pays-Bas. 
On compte de grands champions tels que Jan Janssen et Joop Zoetemelk, les deux seuls cyclistes néerlandais à avoir remporté le Tour de France.
Actuellement, on trouve quelques cyclistes tels Niki Terpstra ou encore Tom Dumoulin qui sont eux aussi réputés.

## Échecs
La Fédération royale néerlandaise des échecs est l'une des plus anciennes fédérations sportives aux Pays-Bas (1873) et cette discipline a connu de grands champions néerlandais au niveau mondial, notamment Max Euwe.

## Football

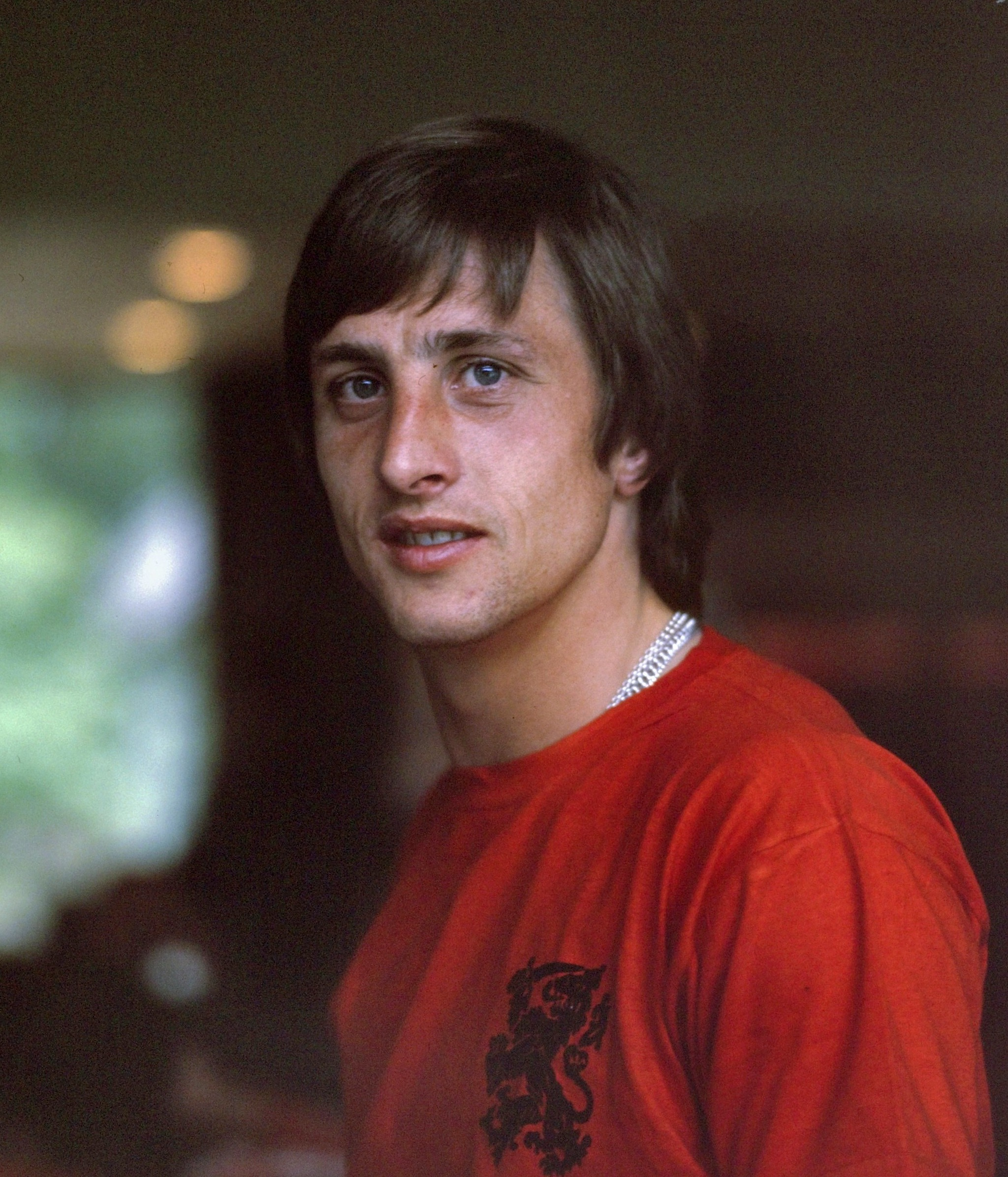
Johan Cruyff

Le football est le sport le plus populaire aux Pays-Bas, le plus vieux club du pays est le Sparta Rotterdam fondé en 1888. 
L'Ajax Amsterdam est le plus titré avec 30 titres, devant le PSV Eindhoven (21), le Feyenoord Rotterdam (14) et le HVV La Haye (10), sont les clubs les plus titrés de l'Eredivisie.
Actuellement d'autres clubs, moins titrés, sont considérés comme d'importants clubs, tels que le FC Twente, le FC Groningue, le Vitesse Arnhem ou encore l'AZ Alkmaar.
Du côté des dames, le plus haut niveau n'est plus l'Eredivisie depuis 2012 puisqu'un championnat parallèle avec la Belgique a été créé, compétition appelée la BeNe Ligue.
La première édition (2012-2013) a été remporté par le FC Twente qui s'impose en finale au détriment des Belges du Standard Fémina de Liège, l'un des meilleurs clubs belge dans la compétition.
On peut noter aussi que l'Ajax Amsterdam et le SC Heerenveen sont deux importants clubs néerlandais.
Grâce à ses clubs masculins et féminins, les Pays-Bas se distinguent et se sont distingués dans la compétition européenne (et en Belgique) notamment en Ligue des champions où l'Ajax Amsterdam l'a remporté quatre fois, dont trois fois consécutif de 1971 à 1973, une compétition notamment remportée par le Feyenoord Rotterdam et par le PSV Eindhoven respectivement en 1970 et 1988.
Mais la Coupe aux grandes oreilles ne fut pas la seule remportée par des clubs néerlandais puisque le PSV Eindhoven s'illustra également en Coupe UEFA qu'il remporta une fois.
De son côté le Feyenoord Rotterdam l'a remporté deux fois et s'est même illustré mondialement en remportant une fois la Coupe intercontinentale, de même que l'Ajax Amsterdam qui l'a remporta deux fois ainsi qu'une Coupe UEFA, trois Supercoupe de l'UEFA et une Coupe des coupes.
Les Pays-Bas se sont également illustrés grâce notamment au mondial de 2010 où ils arrivèrent pour la troisième fois de leur histoire en finale mais perdirent d'un but face à la sélection espagnole.
Actuellement la sélection néerlandaise est toujours considérée comme dangereuse pour les nations de référence, et ce malgré une absence à l'EURO 2016 et la coupe du monde 2018, notamment avec des joueurs de talent dans l'équipe, tels que Virgil Van Dijk (Liverpool, second au ballon d'or 2019), Frenkie de Jong (FC Barcelone), Matthijs de Ligt (Juventus Turin) ou encore l'attaquant vedette Memphis Depay (Olympique Lyonnais).
Au niveau des événements sportifs, les Pays-Bas ont organisé l'Euro 2000 avec la Belgique, et se sont vus refuser l'organisation du mondial 2018. En 2021, la ville d'Amsterdam est ville hôte de l'EURO 2020, compétition anniversaire se déroulant dans plusieurs villes à travers l'Europe.

## Handball
Considéré aux Pays-Bas plus comme un sport féminin, l'équipe nationale féminine se qualifie souvent pour les compétitions majeures sans pour autant aller loin, cette sélection composée de handballeuses renommées telles que Yvette Broch (Metz Handball), Jurswailly Luciano (Metz Handball), Estavana Polman (Team Esbjerg), Cornelia Groot (FC Midtjylland Håndbold) ou encore Martine Smeets (Thüringer HC).
Les meilleurs clubs du championnat féminin sont le HV Swift Roermond, le SV Dalfsen, le SS/VOC Amsterdam ou encore le Westfriesland SEW tandis que chez les hommes, les meilleurs clubs sont le HV KRAS/Volendam, HV Fiqas Aalsmeer, l'OCI Limburg Lions Geleen, l'E&O Emmen ou encore le Targos Bevo HC.
Depuis 2014, les quatre meilleures équipes néerlandaises participent à la BeNe League, ancienne BeNeLux liga, cette compétition regroupant les quatre meilleurs clubs des Pays-Bas et de Belgique. Cette association avec la Belgique a pour but de promouvoir ce sport et le professionnalisme.
L'équipe masculin ne s'est qualifiée qu'une seule fois pour une compétition majeure, en 1961 au championnat du monde. Elle est pourtant composée de joueurs talentueux tels que Mark Bult (VfL Gummersbach), Tim Remer (TuS Nettelstedt-Lübbecke), Jeffrey Boomhouwer (TV Emsdetten), Gerrie Eijlers (SC Magdebourg) ou encore Fabian van Olphen (SC Magdebourg).

## Hockey sur gazon
Le Hockey sur gazon est l'un des sports les plus prestigieux des Pays-Bas de par les exploits tant en équipe masculine qu'en équipe féminine qui possède tous deux de large palmarès.
De par le passé, les deux équipes nationales ont prouvé leur domination mondiale et encore aujourd'hui l'équipe nationale masculine et féminin sont considérés comme les meilleurs du monde au rang de pays tels que l'Inde, l'Allemagne, l'Argentine, le Pakistan ou encore la Belgique.
Au niveau des clubs là aussi, les clubs néerlandais sont bien présent tels que l'AH&BC Amsterdam, le HC 's-Hertogenbosch, le HC Kampong ou encore le HC Bloemendaal, ces clubs trustent les sacres européens.

## Hockey sur glace
Les Pays-Bas comptent 2 888 licenciés en hockey sur glace.

## Sports d'hiver
Les Pays-Bas n'ont pas une culture en sports d'hiver, certainement dû à l’absence de montagne pourtant les Pays-Bas sont considérés comme la nation référence pour le patinage de vitesse et pour le short-track avec la Corée du Sud.
Remportant 24 médailles dont huit en or lors des Jeux olympiques de Sotchi, il se classe cinquième dans le tableau des médailles, devant des nations telles que l'Allemagne, la Suisse, l'Autriche ou encore la France.

### Patinage de vitesse
Nation référence pour ce sport que l'on pratique sur les canaux gelés du pays, ce tel succès est dû à des champions tels que Sven Kramer qui détient l'un des meilleurs palmarès du monde, Jorrit Bergsma ou encore Jorien ter Mors.

### Short Track
Nation référence pour ce sport que l'on pratique sur les canaux gelés du pays, ce tel succès est dû à des champions tels que Niels Kerstholt, Sjinkie Knegt ou encore Jorien ter Mors.

## Grands sportifs

### D'hier
- Jan Janssen (Cyclisme)
- Joop Zoetemelk (Cyclisme)
- Theo Middelkamp (Cyclisme)
- Johan Cruyff (Football)
- Marco van Basten (Football)
- Ruud Gullit (Football)
- Mark Schmetz (Handball)

### D'aujourd'hui
- Churandy Martina (Athlétisme)
- Kalian Sams (Baseball)
- Randolph Oduber (Baseball)
- Roger Bernadina (Baseball)
- Hainley Statia (Baseball)
- Andrelton Simmons (Baseball)
- Jonathan Schoop (Baseball)
- Xander Bogaerts (Baseball)
- Tom Stuifbergen (Baseball)
- Loek van Mil (Baseball)
- Shairon Martis (Baseball)
- Jonatan Isenia (Baseball)
- Robbie Cordemans (Baseball)
- Laurens ten Dam (Cyclisme)
- Mathieu van der Poel (Cyclisme)
- Tom Dumoulin (Cyclisme)
- Marianne Vos (Cyclisme)
- Teun Mulder (Cyclisme)
- Gerco Schröder (Équitation)
- Laura Bechtolsheimer (Équitation)
- Jur Vrieling (Équitation)
- Maikel Van der Vleuten (Équitation)
- Marc Houtzager (Équitation)
- Gregory van der Wiel (Football)
- Memphis Depay (Football)
- Nigel de Jong (Football)
- Arjen Robben (Football)
- Robin van Persie (Football)
- Virgil van Dijk (Football)
- Max Verstappen (Formule 1)
- Mark Bult (Handball)
- Tim Remer (Handball)
- Jeffrey Boomhouwer (Handball)
- Gerrie Eijlers (Handball)
- Fabian van Olphen (Handball)
- Yvette Broch (Handball)
- Jurswailly Luciano (Handball)
- Estavana Polman (Handball)
- Cornelia Groot (Handball)
- Martine Smeets (Handball)
- Teun de Nooijer (Hockey sur gazon)
- Maartje Paumen (Hockey sur gazon)
- Robert van der Horst (Hockey sur gazon)
- Ranomi Kromowidjojo (Natation)
- Jorrit Bergsma (Patinage de vitesse)
- Sven Kramer (Patinage de vitesse)
- Mark Tuitert (Patinage de vitesse)
- Ireen Wust (Patinage de vitesse)
- Jorien ter Mors (Patinage de vitesse/Short Track)
- Niels Kerstholt (Short Track)
- Sjinkie Knegt (Short Track)
- Nicolien Sauerbreij (Snowboard)
- Jean-Julien Rojer (Tennis)
- Dorian van Rijsselberghe (Voile)

## Important clubs
- Haarlem Nicols (Baseball)
- ADO (Baseball)
- Honkbalclub Allen Weerbaar (Baseball)
- Vaessen Pioniers (Baseball)
- Kinheim (Baseball)
- Neptunus (Baseball)
- ZZ Leiden (Basket-ball)
- Astronauts Amsterdam (Basket-ball)
- Basket EBBC Den Bosch/Basket EiffelTowers (Basket-ball)
- Argos-Shimano (Cyclisme)
- Blanco (Cyclisme)
- Vacansoleil-DCM (Cyclisme)
- Belkin (Cyclisme)
- Sparta Rotterdam (Football)
- Ajax Amsterdam (Football)
- PSV Eindhoven (Football)
- Feyenoord Rotterdam (Football)
- HVV La Haye (Football)
- HV Swift Roermond (Handball)
- SV Dalfsen (Handball)
- SS/VOC Amsterdam (Handball)
- Westfriesland SEW (Handball)
- HV KRAS/Volendam (Handball)
- HV Fiqas Aalsmeer (Handball)
- OCI Limburg Lions Geleen (Handball)
- E&O Emmen (Handball)
- Eurotech Bevo HC (Handball)
- AH&BC Amsterdam (Hockey sur gazon)
- HC 's-Hertogenbosch (Hockey sur gazon)
- HC Kampong (Hockey sur gazon)
- HC Bloemendaal (Hockey sur gazon)
- Tilburg Trappers (Hockey sur glace)
- HYS La Haye (Hockey sur glace)
- Heerenveen Flyers (Hockey sur glace)
- Geleen Ruijters Eaters (Hockey sur glace)
- Eindhoven Kemphanen (Hockey sur glace)
- Amsterdam Capitals (Hockey sur glace)
- Starlift Voorburg (Volley-ball)
- Piet Zoomers Apeldoorn (Volley-ball)
- Starlift Voorburg (Volley-ball)